# Pop (álbum de U2)
Pop es el noveno álbum de estudio de U2, publicado en la primavera de 1997, el cual obtuvo un gran volumen de ventas pero algunas de las peores críticas de su carrera. Con este disco comenzaron su gira Popmart Tour, visitando por segunda vez Latinoamérica, y siendo su primera vez visitando  Sudamérica, ya que U2 ya había visitado México en noviembre de 1992 con el ZooTV Tour.
Pop es un disco con claras tendencias a una búsqueda de nuevos sonidos por parte de la banda, como en su sencillo Discothèque, con influencias del techno, dance y música electrónica, y otras canciones como If God Will Send His Angels, Staring at the Sun o Gone.
Las sesiones de grabación comenzaron en 1995 con varios productores discográficos, incluidos Nellee Hooper, Flood, Howie B y Osborne, que estaban presentando a la banda a diversas influencias electrónicas. En ese momento, el baterista Larry Mullen Jr. estaba inactivo debido a una lesión en la espalda, lo que llevó a los otros miembros de la banda a adoptar diferentes enfoques para la composición de canciones. Al regreso de Mullen, la banda comenzó a reelaborar gran parte de su material, pero finalmente tuvieron problemas para completar las canciones. Después de que la banda permitió al mánager Paul McGuinness reservar su próximo PopMart Tour de 1997 antes de que se completara el registro, se sintieron apurados para entregarlo. Incluso después de retrasar la fecha de lanzamiento del álbum desde la temporada navideña de 1996 hasta marzo de 1997, U2 se quedó sin tiempo en el estudio, trabajando hasta el último minuto para completar las canciones.
En febrero de 1997, U2 lanzó el sencillo principal techno pesado de Pop, "Discothèque", uno de los seis sencillos del álbum. El registro inicialmente recibió críticas favorables de los críticos y alcanzó el número uno en 35 países, incluidos el Reino Unido y los Estados Unidos. Sin embargo, las ventas generales del álbum se encuentran entre las más bajas en el catálogo de U2, y recibió solo una certificación de platino por parte de la Recording Industry Association of America. Retrospectivamente, el álbum es visto por algunos críticos de la prensa musical y el público como una decepción. El producto final no fue del agrado de U2, y posteriormente regrabaron y remezclaron muchas de las canciones para lanzamientos de álbumes individuales y recopilatorios. El tiempo requerido para completar Pop redujo el tiempo de ensayo de la banda para la gira, lo que afectó la calidad de los shows iniciales.

## Antecedentes y escritura
En la primera mitad de la década de 1990, U2 experimentó un cambio dramático en el estilo musical. La banda había experimentado con el rock alternativo y la música electrónica y el uso de samples en su álbum de 1991, Achtung Baby, y, en mayor medida, en Zooropa de 1993. En 1995, los proyectos paralelos del grupo les brindaron la oportunidad de profundizar aún más en estos géneros. El bajista Adam Clayton y el baterista Larry Mullen, Jr. grabaron "Theme from Mission: Impossible" en un estilo electrónico. La grabación fue nominada para el Premio Grammy a la Mejor Interpretación Instrumental Pop en 1997 y fue un éxito internacional entre los diez primeros. En 1995, U2 y Brian Eno grabaron un álbum experimental, Original Soundtracks 1, bajo el apodo de "Passengers". El proyecto incluyó a Howie B, Akiko Kobayashi y Luciano Pavarotti, entre otros.
Bono y The Edge habían escrito algunas canciones antes de que comenzara la grabación para Pop en serio. "If You Wear That Velvet Dress", "Wake Up Dead Man", "Last Night on Earth" y "If God Will Send His Angels" fueron concebidos originalmente durante las sesiones de Zooropa. "Mofo" y "Staring at the Sun" también se escribieron en parte.

## Grabación y producción
Para el nuevo disco, U2 quería continuar su experimentación sonora de Achtung Baby y Zooropa. Para hacerlo, emplearon a múltiples productores para tener personas adicionales con quienes compartir sus ideas. Flood fue el productor principal, habiendo trabajado previamente con el grupo como ingeniero para The Joshua Tree y Achtung Baby, y coproductor de Zooropa. Mark "Spike" Stent y Howie B fueron ingenieros principales. Flood describió su trabajo en Pop como un "coordinador creativo", diciendo: "Hubo algunas pistas en las que no necesariamente tuve una participación importante ... pero al final el dinero se detuvo conmigo. Tuve el papel del supervisor creativo que juzgó lo que funcionó y lo que no funcionó ". Howie B había proporcionado previamente mezclas, tratamientos y scratch para Original Soundtracks 1. En Pop, inicialmente se le asignó el papel de" DJ y Vibes "antes de asumir responsabilidades como co- productor, ingeniero y mezclador. Una de sus principales tareas era presentar a la banda los sonidos e influencias dentro de la electrónica. La banda y Howie B salían regularmente a clubes de baile para experimentar la música y la cultura del club. El objetivo general para el disco era crear un nuevo sonido para la banda que todavía fuera reconocible como U2.
U2 comenzó a trabajar en Pop a mediados de 1995, colaborando con Nellee Hooper en Londres, Francia e Irlanda. En septiembre, la banda trasladó las sesiones de grabación a Hanover Quay en Dublín a un estudio que la banda acababa de convertir de un almacén. El estudio fue diseñado para ser más un espacio de ensayo más que un estudio real. Flood, Howie B, Steve Osborne y Marius de Vries se unieron a Hooper y a la banda allí, cada uno de ellos incorporando sus influencias y experiencias en la música electrónica de baile. Flood describió la influencia de Howie de la siguiente manera: "Howie estaría tocando todo tipo de discos para inspirar a la banda y para que improvisaran. Eso podría ser cualquier cosa, desde un solo de trompeta de jazz hasta una canción de super groove funk, sin restricciones. También programamos bucles de batería, o tomé cosas de CDs de muestra; cualquier cosa para hacer rodar la pelota. U2 llega al estudio con muy poco material terminado ". Estas sesiones duraron hasta diciembre de 1995, y alrededor de 30 a 40 piezas musicales surgieron durante este período.
Mullen, que había estado ausente en su mayoría de las sesiones para comenzar una familia y cuidar una lesión en la espalda, se sometió a una cirugía mayor en la espalda en noviembre de 1995. Mullen no pudo tocar la batería correctamente durante este período, lo que obligó a U2 a abandonar sus métodos habituales de composición como grupo, pero también les permitió perseguir diferentes influencias musicales. Mullen admite que estaba molesto porque la banda entró al estudio sin él, consciente de que las decisiones clave se tomarían en los primeros meses de grabación. Eno intentó convencer a los otros miembros de la banda de que esperaran a Mullen, pero como explica Edge, "pensamos que seguiríamos experimentando con la noción de qué se trataba una banda y encontraríamos nuevas formas de escribir canciones, aceptando el influencia y estética de la música de baile... pensamos, 'Comencemos con Howie mezclando ritmos de batería y veamos a dónde nos lleva' ". Mullen regresó al estudio tres semanas después de su cirugía, pero su espalda evitó de dedicarse por completo a la grabación. Como él describió, "necesitaba un poco más de tiempo para recuperarme. Pero estábamos luchando con parte del material y para que el proyecto siguiera adelante, tuve que dedicar mucho tiempo". Las sesiones cesaron temporalmente en enero de 1996 para permitir que Mullen se rehabilite.
Después del regreso de Mullen y la reanudación de las sesiones en febrero de 1996, el equipo de producción de Flood, Howie B y Hooper pasaron tres meses intentando reelaborar gran parte del material de la banda para incorporar mejor loops y samples con sus ideas musicales de 1995. Este período fue difícil; Mullen, en particular, tuvo que grabar partes de batería para reemplazar los bucles que Howie B había muestreado sin permiso. Flood dijo: "Tomamos lo que teníamos y conseguimos que la banda tocara y trabajara en su propio idioma, mientras incorporamos una ética de baile... La forma orientada al groove de hacer música puede ser una trampa cuando no hay canción; terminas simplemente tocando un riff. Así que tienes que tratar de obtener el ritmo y la canción, y hacerlo para que suene como la banda, y hacerlo para que suene como algo nuevo ".
A pesar de las dificultades iniciales con el muestreo, la banda y el equipo de producción finalmente se sintieron cómodos con él, incluso probando la batería de Mullen, los riffs de guitarra de Edge, las líneas de bajo de Clayton y las vocalizaciones de Bono. Howie B probó casi todo lo que pudo para encontrar sonidos interesantes. Creó patrones secuenciados de la interpretación de la guitarra Edge, que el guitarrista, al no haberlo hecho nunca antes, encontró muy interesante. Howie B explicó: "A veces probaba, por ejemplo, una guitarra, pero no sonaba como una guitarra; podría sonar más como un taladro neumático, porque tomaría el sonido crudo y lo filtraría, realmente destruiría el sonido de guitarra, y reconstruirlo en algo completamente diferente ". Aunque se usó secuenciación, principalmente en teclados, loops de guitarra y algo de percusión, se usó con moderación por temor a volverse demasiado confiado en él.
Nellee Hooper abandonó las sesiones en mayo de 1996 debido a su compromiso con la partitura de Romeo + Juliet. Las sesiones de grabación cambiaron radicalmente en los últimos meses, razón por la cual Hooper no fue acreditado en el álbum.
Al forzar a los miembros de la banda a salir de sus zonas de confort individuales, los productores pudieron cambiar el enfoque de U2 para escribir canciones y tocar sus instrumentos. Mullen, en particular, se vio obligado a hacer esto, ya que utilizó muestras de otros registros, CD de muestra o tambores programados mientras se recuperaba. Aunque finalmente volvió a grabar sus propias muestras, la experiencia de usar las de otros cambió su enfoque para grabar ritmos.
Durante las sesiones de grabación, U2 permitió al mánager Paul McGuinness reservar su próximo PopMart Tour antes de que hubieran completado el álbum, estableciendo la fecha de inicio de la gira en abril de 1997. Originalmente, se planeó que el álbum se completara y se lanzara a tiempo para la temporada navideña y festiva de 1996, pero la banda se encontró luchando por completar las canciones, lo que exigió un retraso en la fecha de lanzamiento del álbum hasta marzo de 1997. Incluso con el período extendido para completar el álbum, la grabación continuó hasta el último minuto. Bono ideó y grabó el coro de "Last Night on Earth" en, casualmente, la última noche de la grabación y mezcla del álbum. Cuando Howie B y The Edge llevaron el álbum a la ciudad de Nueva York para ser masterizado, todavía se estaban haciendo cambios y adiciones a las canciones. Durante el proceso, Howie B estaba agregando efectos a "Discothèque", mientras que The Edge estaba grabando coros para "The Playboy Mansion". De los cambios de última hora, The Edge dijo: "Es una señal de locura absoluta". Flood dice: "Tuvimos tres mezclas diferentes de 'Mofo', y durante la masterización en noviembre de 1996 en Nueva York, edité un versión final de 'Mofo' de estas tres mezclas. Así que incluso durante la masterización, estábamos tratando de llevar la canción a otro nivel. Fue un largo proceso de experimentación; el álbum en realidad no se unió hasta los últimos meses ".
Finalmente, U2 sintió que Pop no se había completado para su satisfacción. The Edge describió el álbum terminado como "un proyecto de compromiso al final. Fue un período loco tratar de mezclar todo y terminar de grabar y tener reuniones de producción sobre la próxima gira... Si no puedes mezclar algo, generalmente significa que hay algo malo... " Mullen dijo:" Si hubiéramos tenido dos o tres meses más para trabajar, habríamos tenido un disco muy diferente. Me gustaría algún día volver a trabajar esas canciones y darles la atención y el tiempo que se merecen ". McGuinness no está de acuerdo con que la banda no tuvo suficiente tiempo, y dijo:" En realidad, tuvo mucho tiempo. Creo que sufrió demasiados cocineros [en la cocina]. Había tantas personas con una mano en ese registro no me sorprendió que no se haya hecho tan claro como podría haberlo hecho... También fue la primera vez que comencé a pensar que la tecnología se estaba descontrolando ". La banda terminó trabajando y regrabando muchas canciones para los sencillos del álbum, así como para la compilación de 2002 de la banda The Best of 1990-2000.

## Composición
"Pensé que 'pop' era un término de abuso, parecía algo insultante y liviano. No me di cuenta de lo genial que era. Debido a que parte de la mejor música tiene una calidad ligera, tiene una especie de oxígeno". , lo que no quiere decir que sea emocionalmente superficial. Hemos tenido que hacer bien el papel de regalo de colores brillantes, porque lo que hay debajo no es tan dulce ".
—Bono describiendo la diferencia entre la "superficie" de las canciones y "lo que hay debajo".
Pop presenta bucles de cinta, programación, secuenciación, muestreo y ritmos pesados y funky de baile. The Edge dijo en la revista de propaganda de U2, Propaganda, que "es muy difícil precisar este registro. No tiene ninguna identidad porque tiene muchos". Bono ha dicho que el álbum "comienza en una fiesta y termina en un funeral", refiriéndose a la primera mitad del álbum optimista y festiva y al humor sombrío y oscuro de la segunda mitad. Según Flood, el equipo de producción trabajó para lograr una "sensación de espacio" en el sonido del disco colocando en capas todos los elementos de los arreglos y dándoles lugares en el espectro de frecuencia donde no interfieren entre sí a través de la experimentación continua y el re -Trabajo de arreglos de canciones.
El bajo de Clayton fue muy procesado, hasta el punto de que sonó como un bajo de teclado (un instrumento utilizado en "Mofo"). The Edge quería alejarse de la imagen que tenía desde la década de 1980 por tener un sonido de guitarra con mucho eco. Como resultado, estaba entusiasmado por experimentar con el sonido de su guitarra, de ahí los sonidos distorsionados de la guitarra en el álbum, logrados con una variedad de pedales de efectos, sintetizadores y controles de perillas. Bono estaba muy decidido a evitar el estilo vocal presente en álbumes anteriores (especialmente en la década de 1980), que se caracterizaba por el pathos, el timbre rico, una calidad a veces teatral y su uso del canto de falsete: en su lugar, optó por un tono más áspero, más nervioso y menos cargado de timbre estilo. El equipo de producción hizo que su voz sonara más íntima, lo más directa y cruda posible. Como Flood explicó, "obtienes su implicación emocional con las canciones a través de las letras y la forma en que reacciona a la música, sin que tenga que ir al 11 todo el tiempo... Solo usamos efectos extremos en su voz durante la grabación, para que él se coloque en un lugar diferente, y luego, gradualmente, sacamos la mayoría de los efectos ".
"Discothèque", el sencillo principal, comienza con una guitarra acústica distorsionada que se pasa a través de un amplificador fuerte y un pedal de filtro, junto con el procesamiento a través de un sintetizador ARP 2600. Luego se presenta el riff de la canción y el ritmo de baile techno. La pausa en la sección de ritmo de la canción presenta sonidos de guitarra utilizando un "Big Cheese", un pedal de efectos hecho por Lovetone. El escritor John D. Luerssen señaló que la canción "a menudo se cita como el primer experimento de U2 con electrónica", calificándola como "una continuación de la experimentación que la banda había hecho en Zooropa".
"The Edge ha recibido esta etiqueta de tener un cierto tipo de sonido, lo cual no es realmente justo, porque en los últimos dos o tres álbumes ya se ha alejado de él; pero la gente todavía lo percibe como el hombre con el sonido de guitarra echoe y Así que estaba dispuesto a probar todo tipo de ideas, desde usar pedales baratos y obtener los sonidos más ridículos, como en 'Discothèque', hasta sonidos de guitarra muy rectos y desnudos, como en 'The Playboy Mansion' ".
—Flood, que describe el trabajo de guitarra de Edge en Pop.
"Do You Feel Loved", que se consideró para un solo lanzamiento, se ejecuta a un ritmo más lento y presenta elementos electrónicos. Bono dijo de la canción: "Es una gran pregunta, pero no tiene ningún signo de interrogación", ya que la banda quitó el signo de interrogación del título de la canción por temor a que se perciba como "demasiado pesada".
"Mofo" es la canción más abiertamente techno del disco. Las letras de Bono lamentan la pérdida de su madre. Hay pequeñas muestras de guitarra y voz que la banda tocó y el equipo de producción probó. Seleccionaron los bits que les gustaban, y luego Edge los reprodujo en un teclado. El productor de Pop, Flood, también puso parte del trabajo de guitarra a través del ARP 2600 en esta pista.
"If God Will Send His Angels" es una balada con Bono suplicando la ayuda de Dios. Al igual que los otros singles, la versión individual es diferente de la versión del álbum. Escrito en guitarra acústica, D. Leurssen lo describió como una "balada tecno-teñida".
"Staring at the Sun" presenta guitarras acústicas y un riff de guitarra distorsionado de Edge, y una sección de ritmo simple de Mullen. La pista de acompañamiento se reprodujo en el ARP 2600 ejecutándose en tiempo libre, reproduciendo una secuencia extraña de batería.
"Last Night on Earth" es himno con guitarras difusas en capas, una línea de bajo inspirada en el funk y armonías vocales durante el puente de la canción.
"Gone". Flood aplicó la reverb de primavera VCS3 y la modulación de anillo en algunos lugares, y la usó mucho en la pista de ritmo básica de esta canción.
"Miami" tiene un estilo de viaje rock. Comienza con un loop de batería, con los charles de Mullen jugando hacia atrás a través de un filtro de ecualización muy extremo. Howie B explicó: "El ritmo principal es en realidad solo el charles de Larry, pero suena como un motor loco en marcha o algo realmente loco, tan lejos de un charles como puedas imaginar ... la tarea en 'Miami "fue hacer algo diferente a cualquier otra cosa en el álbum, y también diferente a cualquier otra cosa que hayas escuchado antes". Edge también viene con un riff de guitarra frenético y el estilo vocal afectado de Bono cantando sobre Miami en metáforas y descripciones de un fuerte y descarado estadounidense. D. Leurssen lo describió como un "cuaderno de viaje sonoro", mientras que Edge lo calificó de "turismo creativo". En 2005, la revista Q incluyó la canción "Miami" en una lista de "Diez terribles récords de grandes artistas". Sin embargo, Andrew Unterberger de Stylus Magazine reconoció la inclusión de la canción en la lista de Q y dijo: "Estoy bastante seguro de que le dieron a este álbum una crítica súper brillante cuando se lanzó por primera vez, por lo que claramente no se puede confiar en el primero ".
"The Playboy Mansion" comienza con una guitarra suave, kitsch de The Edge. Junto con la batería de Mullen, hay ritmos de break y hip-hop en la pista de ritmo, que Mullen grabó como bucles. Howie describió los bucles así; "Larry se fue a una habitación lateral e hizo algunos bucles de muestra de él tocando su kit, y nos dio los bucles a mí y a Flood. Fue lo mismo con las guitarras; hay un riff de guitarra que viene en verso y coro, que es una muestra de Edge jugando ". Las letras de Bono son un relato irónico de íconos de la cultura pop.
"If You Wear That Velvet Dress" presenta una atmósfera suave y oscura. Marius De Vries tocó teclados en esta pista, contribuyendo a la sensación ambiental. Mullen usa tambores de estilo de trazo de pincel en su mayor parte. Cuando se conoció por primera vez el trabajo de U2 en el estudio, se informó que la banda estaba grabando un álbum de trip hop; el escritor Niall Stokes cree que "The Playboy Mansion" se acerca a la afirmación debido a la mano dura de Hooper. Flood declaró que Hooper "comenzó todo" pero no terminó la pista debido a sus limitaciones de tiempo. Bono reelaboró esta canción como una pieza de jazz lounge para el álbum de 2002 de Jools Holland Small World Big Band Volume Two.
"Please" presenta a Bono lamentando los problemas y el proceso de paz de Irlanda del Norte, suplicando a los poderes necesarios para "levantarse de rodillas". Mullen usa tambores de estilo marcial, similar a "Sunday Bloody Sunday". Flood puso el trabajo de guitarra a través del ARP 2600 en la canción. Él explica: "Durante años, la pista de ritmo se tocó a lo largo de la pista. Es una cosa de ritmo / bajo bastante apretada, y de repente decidimos abandonar la sección de ritmo en el medio y agregar un montón de cuerdas y estas sintéticas extrañas suena al final de ese descanso ". Los lanzamientos individuales y las actuaciones en vivo de la canción fueron diferentes de la versión del álbum, con una guitarra más destacada y un solo de guitarra para finalizar la canción.
"Wake Up Dead Man" comenzó como una canción alegre de las sesiones de Achtung Baby en 1991. Se convirtió en una composición más oscura durante las sesiones de Zooropa, pero se archivó hasta Pop. Una de las canciones más oscuras de la banda, "Wake Up Dead Man" presenta a Bono rogándole a Jesús que regrese y salve a la humanidad, evidente en la letra "Jesús / Jesús ayúdame / Estoy solo en este mundo / Y un mundo jodido también lo es ". También es una de las pocas canciones de U2 que incluye blasfemias.

## Lanzamiento
Originalmente, Pop estaba programado para una fecha de lanzamiento en noviembre de 1996, pero después de que las sesiones de grabación fueron largas, el álbum se retrasó hasta marzo de 1997. Esto redujo significativamente el tiempo de ensayo de la banda para el próximo PopMart Tour que habían programado de antemano, lo que impactó el calidad de las actuaciones iniciales de la banda en la gira. Aunque la banda se decidió por el nombre del álbum Pop, muchos nombres de trabajo y títulos propuestos para el álbum, incluidos Discola, Miami, Mi@mi, Novelty Act, Super City Mania, YOU2 y Godzilla, llegaron a tener obras de arte hechas para ellos, mientras que los nombres Pop for Men y Pop Pour Hommes también fueron considerados. Pop se dedicó a Bill Graham, uno de los primeros fanáticos de la banda que murió en 1996, famoso por sugerirle a Paul McGuinness que se convirtiera en el gerente de U2. Al igual que Rattle and Hum, también se dedicó a la directora de producción de la banda, Anne Louise Kelly, cuyo mensaje de dedicación, "4UALKXXXX", está oculto en el lado de reproducción del CD donde se encuentra el número de matriz.
El 26 de octubre de 1996, U2 se convirtió en una de las primeras bandas en ser víctima de una fuga en Internet cuando un sitio de fanes con sede en Hungría filtró clips de "Discothèque" y "Wake Up Dead Man", creando un zumbido que se desarrolló rápidamente en Internet, como Las estaciones de radio reprodujeron los fragmentos como un medio para presentar a los oyentes el álbum. Los clips se remontan a Polygram, donde un ejecutivo había compartido una cinta VHS con vistas previas de las pistas a los gerentes de marketing de todo el mundo; un escritor dijo que "a partir de ahí pasó a manos de un amigo de un empleado de la etiqueta".

### Promoción
El 12 de febrero de 1997, dos semanas antes del lanzamiento del álbum, la banda anunció detalles para el PopMart Tour en la sección de lencería de una tienda por departamentos K-Mart en la ciudad de Nueva York. El 26 de abril de 1997, la cadena de televisión estadounidense ABC emitió un especial de una hora en horario estelar sobre Pop y el PopMart Tour, titulado U2: A Year in Pop. Narrado por el actor Dennis Hopper, el documental presentaba imágenes de las sesiones de grabación de Pop, así como imágenes en vivo del espectáculo inaugural de PopMart en Las Vegas, que tuvo lugar la noche anterior. El programa recibió una mala recepción, clasificándose en 101 de 107 programas emitidos esa semana, según las clasificaciones de Nielsen, y se convirtió en el documental no político con la calificación más baja en la historia de la red ABC. A pesar de las bajas calificaciones, el gerente de U2, Paul McGuinness, agradeció la oportunidad de que la banda apareciera en la televisión de la red en primer lugar, afirmando que la pequeña audiencia para el especial de televisión todavía era una gran audiencia para la banda, ya que era mucho más grande que cualquier audiencia que podría ser obtenida por MTV.

### Sencillos
Pop presentó seis singles internacionales, la mayoría que la banda ha lanzado para un solo álbum. "Do You Feel Loved" y "Gone" también fueron considerados para su lanzamiento.
El primer sencillo del álbum, "Discothèque", fue lanzado el 3 de febrero de 1997 y fue un gran éxito de baile y música en los Estados Unidos y el Reino Unido. También alcanzó el número 1 en las listas de singles de la mayoría de los países europeos, incluido el Reino Unido, donde fue su tercer sencillo número 1. En los Estados Unidos, "Discothèque" es notable por ser el único sencillo de U2 desde 1991 en romper la lista de los diez primeros del Billboard Hot 100, llegando al # 10. Sin embargo, los elementos de baile de la canción y el video más humorístico (con U2 en una discoteca e incluso imitando a The Village People) limitaron su atractivo. Esto comenzó una reacción violenta contra U2 y Pop, lo que limitó las ventas, ya que muchos fanáticos sintieron que la banda había ido demasiado lejos en las imágenes auto burlonas e "irónicas".
El siguiente sencillo "Staring at the Sun" fue lanzado el 15 de abril de 1997 y se convirtió en un éxito Top 40 en los Estados Unidos, pero en menor medida, alcanzó el puesto número 26 en el Billboard Hot 100. "Last Night on Earth" fue lanzado como el tercer sencillo el 14 de julio de 1997, pero no alcanzó el top 40, llegando al # 57. "Please", "If God Will Send His Angels" y "Mofo" fueron lanzados posteriormente como singles, pero ninguno alcanzó el Top 100.
El Please: Popheart Live EP, con cuatro canciones en vivo del PopMart Tour, también fue lanzado en la mayoría de las regiones. En los Estados Unidos, las cuatro pistas en vivo se lanzaron en el sencillo "Please", junto con la versión individual de "Please".

## Recepción de la crítica
Pop inicialmente recibió críticas favorables de los críticos. Barney Hoskyns de Rolling Stone le otorgó a Pop una calificación de cuatro estrellas, elogiando el uso de la tecnología por parte de la banda en el álbum: "U2 sabe que la tecnología está alterando inevitablemente la superficie sónica, y tal vez, incluso el significado mismo, del rock & roll". La revisión también declaró que U2 había "armado un disco cuyos ritmos, texturas y caos visceral de guitarra crean un emocionante viaje en montaña rusa" y que la banda había "desafiado las probabilidades e hizo la mejor música de sus vidas". David Browne de Entertainment Weekly le dio al álbum una calificación B, diciendo: "A pesar de su lanzamiento brillante, el álbum no es basura ni kitsch, ni tampoco es música de baile divertida. Incorpora partes de la nueva tecnología: una sirena de tono agudo chilla aquí, una salpicadura de collage de sonido allí, pero sigue siendo un álbum de U2 ". Robert Hilburn, de Los Angeles Times, calificó a Pop con cuatro estrellas de cuatro, juzgando que el álbum se beneficia "de la tensión de ... influencias en competencia, a veces apoyándose más en las corrientes electrónicas, en otros lugares mostrando lo más melódico y accesible puntos fuertes de la composición ". Elogió la experimentación musical del grupo y dijo: "Es esta audacia lo que ha permitido a U2 permanecer en la vanguardia creativa de la música pop durante más de una década". James Hunter de Spin calificó el récord de 9/10, escribiendo: "Pop se da cuenta de una trascendencia sinfónica para la que las puñaladas anteriores de la banda como The Unforgettable Fire solo podían desear". Añadió: "Ahora son expertos en expresar emociones genuinas, e incluso algunas sonrisas, a partir de sonidos aleatorios, dejando que sus raíces se filtren desde abajo".
Retrospectivamente, Pop es visto en la prensa musical y el público como una decepción. En un artículo de 2013, Spin fue más crítico con el álbum que en la reseña original de la revista, llamándolo "período nadir de U2" y un "registro más extraño, más audaz y más nervioso de lo que su exterior llamativo sugeriría ... si puede desconectarse de Bono atraco, que por supuesto no se puede, lo cual fue todo el problema. La estupidez de todo esto subsumió la valentía profética de eso... ". Caryn Rose de Vulture dijo que" se podría escribir un libro largo sobre el desastre eso fue Pop y la gira posterior ". No obstante, el álbum ha sido elogiado, incluso de Elvis Costello, que lo incluyó en su lista de 2000 de" 500 Álbumes que necesitas ", y de Hot Press, que clasificó el álbum. en el número 104 en su lista de 2009 de "Los 250 mejores álbumes irlandeses de todos los tiempos". Del mismo modo, en 2003, Slant Magazine incluyó el álbum en su lista "Vital Pop: 50 Essential Pop Albums", con el crítico Sal Cinquemani diciendo "la razón por la cual Pop no fue un éxito más grande en los Estados Unidos es un misterio" y dijo que el récord fue "mejor (y más profundo) que cualquier cosa en el 'regreso' al pop de U2, All That You Can't Leave Behind". Bobby Olivier de Billboard creía que Pop era el "último y legítimamente valiente de la banda". proyecto ", diciendo que" todo lo que vemos es un grupo que eligió no costear ".

## Rendimiento comercial
Pop fue inicialmente un éxito comercial, debutando en el número uno en 27 países, incluidos el Reino Unido y los Estados Unidos. En su primera semana a la venta, el disco vendió 349,000 copias en los Estados Unidos. Sin embargo, el registro desapareció rápidamente de los diez primeros de la lista Billboard 200. Las ventas de por vida de Pop se encuentran entre las más bajas en el catálogo de U2. Fue certificado RIAA platino una vez, el más bajo desde el álbum de la banda en octubre.

## PopMart Tour
En apoyo del álbum, la banda lanzó el PopMart Tour. La gira, que consta de cuatro patas y un total de 94 espectáculos, llevó a la banda a los estadios de todo el mundo desde abril de 1997 hasta marzo de 1998. Al igual que en el anterior Zoo TV Tour de la banda, PopMart se preparó elaboradamente, presentó un set lujoso y vio a la banda abrazarse Una imagen irónica y burlona. Las actuaciones de la banda y el diseño del escenario de la gira se burlaron de los temas del consumismo y abrazaron la cultura pop. Junto con el reducido tiempo de ensayo que afectó a los shows iniciales, la gira sufrió dificultades técnicas y críticas mixtas de críticos y fanáticos sobre la extravagancia de la gira.

## Legado
Después del PopMart Tour, la banda expresó su insatisfacción con el producto final. Entre los diversos singles del álbum y la compilación The Best of 1990–2000 de la banda (y sin tener en cuenta los remixes de baile y similares), la banda ha regrabado, remezclado y reorganizado "Discothèque", "If God Will Send His Angels", "Staring at the Sun", "Last Night on Earth", "Gone", and "Please". Bono también grabó y emitió una versión de estudio drásticamente diferente de "If You Wear That Velvet Dress" con Jools Holland. Bono sintió que "Pop nunca tuvo la oportunidad de terminar correctamente. Es realmente la sesión demo más cara en la historia de la música".
La banda adoptó un enfoque considerablemente más conservador y despojado con el seguimiento de Pop, All That You Can't Leave Behind (2000), junto con el Elevation Tour que lo apoyó; All That You Can't Leave Behind presenta un "sonido U2 más tradicional". Las pocas canciones de Pop que se realizaron en el Elevation Tour ("Discothèque", "Gone", "Please", "Staring at the Sun "y" Wake Up Dead Man ") se presentaron a menudo en versiones relativamente simples. En el Vertigo Tour, las canciones de Pop se tocaban aún más raramente; "Discothèque" se tocó dos veces al comienzo de la tercera etapa, mientras que otras canciones Pop aparecieron simplemente como fragmentos. No aparecieron canciones Pop en el U2 360 ° Tour de la banda, aunque el coro y el riff de guitarra de "Discotheque" aparecieron como un fragmento habitual durante el remix "dance" de la canción "I'll Go Crazy If I Don't Go Crazy". Esta noche "tarde en la gira. U2 no tocó una sola canción del álbum en su Innocence + Experience Tour en 2015, aunque "Mofo" fue sampleado dos veces en las primeras fechas de la gira. Pop fue el único álbum de U2 en el que U2 no reprodujo una sola canción durante toda su gira. Pop fue visto como el "álbum más descuidado" de U2 y la banda "efectivamente [repudió] el disco al purgar su material de las listas de canciones". Aunque reiteró su creencia de que el álbum fue apresurado, The Edge todavía vio a Pop como un "gran disco", y dije: "Estaba muy orgulloso de él al final de la gira. Finalmente lo descubrimos cuando hicimos el DVD. Fue un espectáculo increíble del que estoy realmente orgulloso." En la misma entrevista, Edge también declara: "Comenzamos tratando de hacer un disco de cultura de baile y luego nos dimos cuenta de que al final hay cosas que podemos hacer que ningún productor o artista de EDM puede hacer, así que intentemos hacerlo de ambas maneras En ese caso, probablemente fuimos demasiado lejos en la otra dirección. Probablemente necesitábamos permitir que sobreviviera un poco más de la electrónica ".
En marzo de 2018, U2 anunció que Pop será reeditado y remasterizado en vinilo junto con Wide Awake in America (1985) y All That You Can't Leave Behind (2000) el 13 de abril de 2018. "Staring at the Sun" se realizó en vivo como parte de la lista de canciones del Tour Experience + Innocence Tour 2018 de U2, que Andy Greene de Rolling Stone describió como "un raro reconocimiento en el escenario de que Pop es algo que sucedió".

## Lista de canciones
Todas las canciones escritas y compuestas por U2, con letras de Bono y The Edge. 
| N.º   | Título                          | Productor            | Duración |  |
| 1.    | «Discothèque»                   | Flood                | 5:19     |  |
| 2.    | «Do You Feel Loved»             | Steve Osborne, Flood | 5:07     |  |
| 3.    | «Mofo»                          | Flood                | 5:46     |  |
| 4.    | «If God Will Send His Angels»   | Flood, Howie B       | 5:22     |  |
| 5.    | «Staring at the Sun»            | Flood                | 4:36     |  |
| 6.    | «Last Night on Earth»           | Flood                | 4:45     |  |
| 7.    | «Gone»                          | Flood                | 4:26     |  |
| 8.    | «Miami»                         | Flood, Howie B       | 4:52     |  |
| 9.    | «The Playboy Mansion»           | Flood, Howie B       | 4:40     |  |
| 10.   | «If You Wear That Velvet Dress» | Flood                | 5:14     |  |
| 11.   | «Please»                        | Flood, Howie B       | 5:10     |  |
| 12.   | «Wake Up Dead Man»              | Flood                | 4:52     |  |
| 60:09 |                                 |                      |          |  |

## Posición en las listas
| País           | Posición | Certificación | Ventas     |
| -------------- | -------- | ------------- | ---------- |
| Australia      | 1        | Platino       |            |
| Austria        | 1        | Platino       |            |
| Canadá         | 1        | 3× Platino    | 300,000    |
| Finlandia      | 1        | Oro           | 32,952     |
| Francia        | 1        | Platino       |            |
| Holanda        | 1        | Oro           |            |
| Polonia        | 1        | Oro           |            |
| Suiza          | 1        | Platino       |            |
| Reino Unido    | 1        | Platino       | 300,000+   |
| España         | 1        | Platino       | 300,000+   |
| Estados Unidos | 1        | Platino       | 1,000,000+ |

| Año  | Canción                       | Posición | Posición | Posición | Posición | Posición | Posición |
| Año  | Canción                       | IRE      | AUS      | BE (Vl)  | CAN      | UK       | US       |
| ---- | ----------------------------- | -------- | -------- | -------- | -------- | -------- | -------- |
| 1997 | "Discothèque"                 | 1        | 3        | 14       | 1        | 1        | 10       |
| 1997 | "Staring at the Sun"          | 4        | 23       | 46       | 2        | 3        | 26       |
| 1997 | "Last Night on Earth"         | 11       | 32       | 29       | 4        | 10       | 57       |
| 1997 | "Please"                      | 6        | 21       | 31       | 10       | 7        | —        |
| 1997 | "Mofo"                        | —        | 35       | —        | —        | —        | —        |
| 1997 | "If God Will Send His Angels" | 11       | —        | —        | —        | 12       | —        |
| 2001 | "If God Will Send His Angels" | —        | —        | —        | 26       | —        | —        |

## Personal
U2
- Bono – voz, guitarra
- The Edge – guitarra, teclado, voz secundaria
- Adam Clayton – bajo
- Larry Mullen Jr. – batería, percusión, caja de ritmos, programación

Músicos adicionales
- Flood – producción, teclado
- Steve Osborne – producción, teclado, ingeniería, remezclas
- Ben Hillier – programación
- Howie B – producción, teclado, ingeniería, remezclas
- Marius De Vries – teclado
- Mark "Spike" Stent – ingeniería, remezclas
- Alan Moulder – ingeniería
- Howie Weinberg – remasterización
- Stéphane Sednaoui, Anja Grabert – fotografía
- Nellee Hooper – fotografía